# Шкіряста черв'яга
Шкіряста черв'яга (Dermophis) — рід земноводних з родини товстошкірі черв'яги ряду Безногі земноводні. Має 7 видів.

## Опис
Загальна довжина представників цього роду коливається від 21 до 60 см. За будовою є типовими представниками своєї родини. Від інших родів відрізняються своїми більшими розмірами.

## Спосіб життя
Полюбляють тропічні ліси, трапляються скрізь до морського чи океанського узбережжя, окрім сухих місцин. Ведуть переважно підземний спосіб життя. Живляться наземними безхребетними, а також ящірками та мишами.
Це живородні тварини. Самиці народжують до 20 дитинчат.

## Розповсюдження
Поширені від Мексики до північної Колумбії.

## Види
- Dermophis costaricense
- Dermophis glandulosus
- Dermophis gracilior
- Dermophis mexicanus
- Dermophis oaxacae
- Dermophis occidentalis
- Dermophis parviceps